# Burg Hirschberg (Balingen)

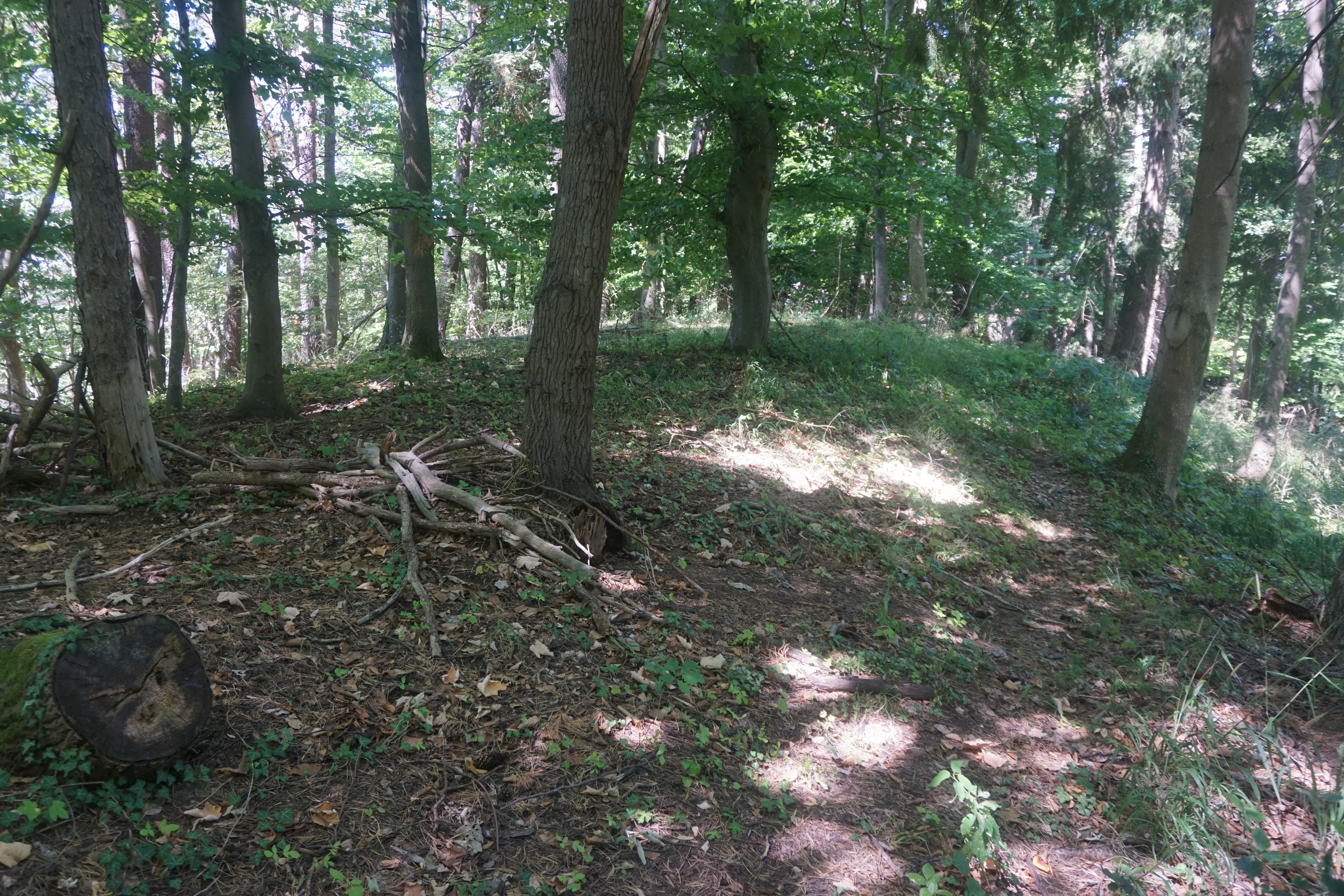
Standort der Kernburg

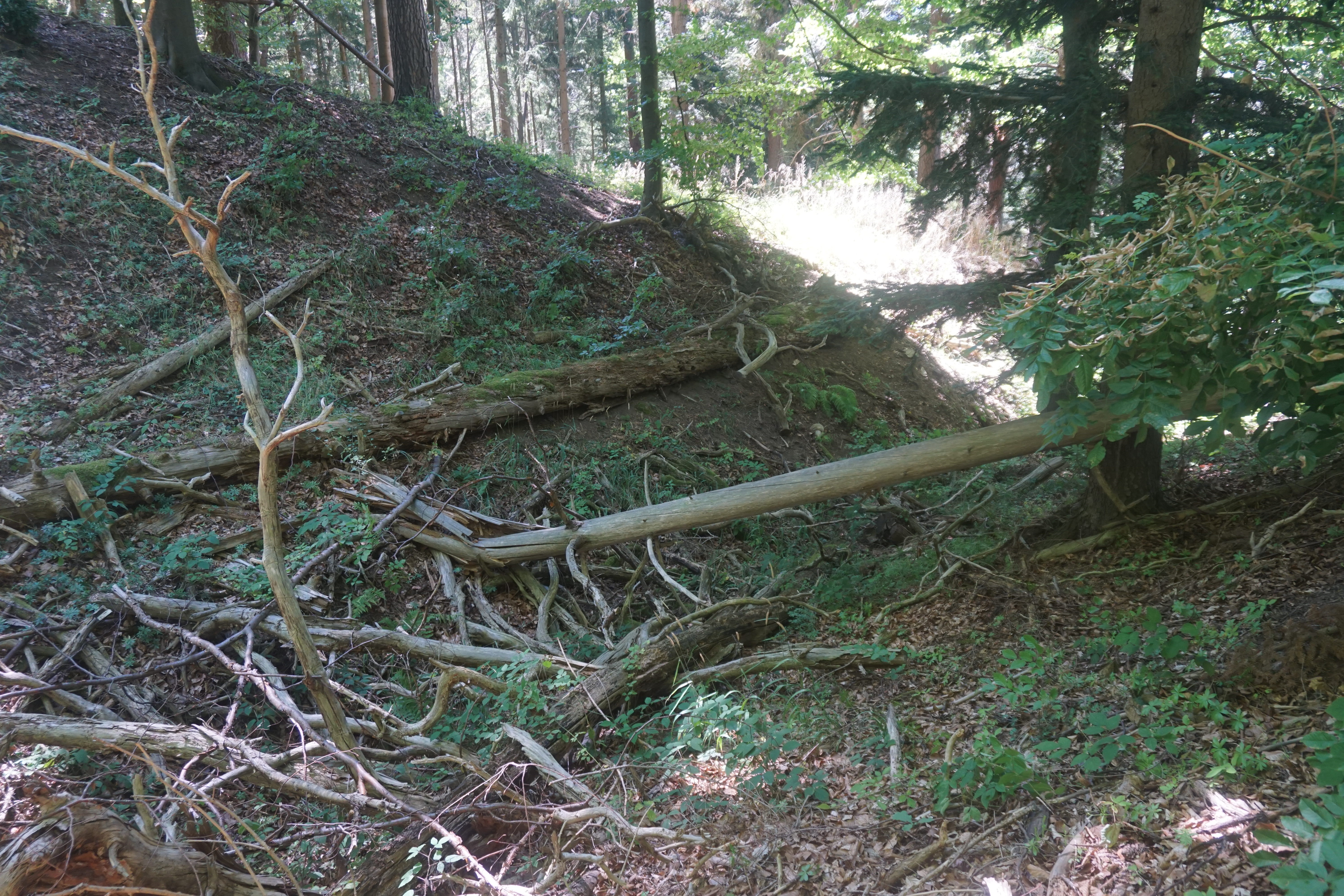
Halsgraben an der Bergseite

Die Burg Hirschberg ist eine abgegangene hochmittelalterliche Spornburg vermutlich zollern-schalksburgischer Ministerialer östlich von Balingen, oberhalb des Ortsteils Heselwangen im Zollernalbkreis in Baden-Württemberg.

## Geografische Lage
Die frei zugängliche Burgstelle liegt rund 3100 Meter östlich der Balinger Stadtkirche und 1350 Meter südlich der Kirche von Heselwangen auf einem nach Nordwesten ausgerichteten 722 m ü. NN hohen Bergsporn.

## Geschichte
Funde von Topf- und Kachelrandstücken aus dem 12. und 13. Jahrhundert im Bereich der im Gelände noch verfolgbaren Wall- und Grabenspuren belegen die lange angezweifelte Existenz dieser im Jahr 1378 erwähnten Burg. Dabei spielt sie, wenn nicht in der Geschichte, so doch in der Erzähltradition der Stadt Balingen eine bedeutende Rolle. Jacob Frischlin, Bruder des wie er aus dem Raum Balingen stammenden Nicodemus Frischlin und Präzeptor an der Lateinschule in Balingen beschrieb in seiner Kurzen „Beschreibung des Landes Württemberg führnehmsten Stätt, Schlösser, Klöster und Marktflecken ihres Ursprungs und Altherkommens, gedenkwürdige Historien“ von 1622 die Gründungssage der Stadt Balingen:
Der Edelmann auf dem Hirschberg presst seinem Müller an der Eyach mehr ab als ihm zusteht. Deshalb lehnt der Müller sich mit seinen Knechten und Mägden und den Bauern aus der Nachbarschaft auf, verjagt den Edelmann, stürmt sein Schloss und brennt es nieder, dass nicht ein Stein auf dem anderen blieb. Dann begab er sich unter den Schutz und Schirm der Herrschaften Zollern und Schalksburg.
Das Dorf um die Mühle wurde mit einer Ringmauer zu einem Städtlein gemacht. Damit der Edelmann nicht mehr zurückkommen konnte wurden alle Steine vom Hirschberg geschaffen und daraus die Kirche vor der Stadt am Kirchhof [die heutige Friedhofskirche] gebaut.
Auch in der Sage vom Hirschgulden spielt die Burg eine prominente Rolle.
Archäologische Grabungen fanden in den Jahren 1952 bis 1955 statt.

## Beschreibung
Die Burganlage mit Vor- und Kernburg am Ende des Sporns war von einem Wallgraben begrenzt. Ein weiterer Wall teilte die 140 Meter lange und 12 Meter breite Anlage. Vom nördlichen Ende dieses Walls zog sich eine Hangterrasse, die wohl als Zwinger ausgebildet war. Am westlichen Ende mit dem sehr steilen Hang war die Terrasse künstlich aufgeschüttet. Eine mögliche Vorburg ist sowohl im Bereich dieser Terrasse, als auch zwischen den beiden Wällen denkbar.